# Fernanda Galindo
María Fernanda Galindo Chico (Hermosillo, Sonora, 8 de julio de 1977) es una guionista, directora y productora de cine mexicana, ganadora de premios en festivales internacionales, entre los que destacan: Mejor Dirección en el Andromeda Film Festival y Mejor Documental en el Feminist Border Arts Film Festival, de Nuevo México. Ha dirigido los cortometrajes Somos pequeñas (2021), Bajo el agua (2018) y Mirar atrás (2013).
En 2015 realizó la serie de televisión Historias de Mujeres para Canal 22, premiada en la categoría de Mejor contenido de relevancia social por la Red de Televisoras Públicas y Culturales de Latinoamérica.

## Trayectoria
Estudió Letras Españolas en la Universidad de Guanajuato y el Máster en Documental en la Escuela Superior de Cine y Audiovisuales de Cataluña (ESCAC). Más tarde, estudia la Maestría en Humanidades con especialidad en Bellas Artes en la Universidad de Sonora, donde actualmente estudia el Doctorado en Humanidades con la misma especialidad. 
Ha sido acreedora de becas y estímulos para la escritura de guiones del Fondo Nacional para la Cultura y las Artes (FONCA), Fondo Estatal para la Cultura y las Artes de Sonora (FECAS) y del Estímulo Fiscal para la Cultura y las Artes de Sonora (EFICAS).

Como directora, en su filmografía se encuentra el cortometraje Bajo el agua (2017). Este cortometraje documental explora la trilogía "Bajo el agua", misma que contiene obras dramáticas que se basan en la inundación de tres pueblos de Sonora. En este cortometraje se cruzan varias historias, siendo la principal el reencuentro con su padre. Sobre eso, la directora comenta:   
Es el reencuentro con mi padre en el desierto cuando era adolescente y cómo me conmueve su teatro, sobre todo la historia de los tres pueblos inundados, que ocurrió en la realidad, pero también en su imaginación, al crear a partir de ese hecho las tres obras dramáticas que componen la trilogía. 
Interesada en explorar el punto de vista de las mujeres en sus historias, dirigió el cortometraje de ficción Mirar atrás (2013). 

En 2021, realiza Somos pequeñas, cortometraje de ficción, apoyado por IMCINE. Este cortometraje narra la historia de Zara, una joven comcáac que canta en la iglesia evangelista de su comunidad, propone a Celika participar en un concurso de rap. Su amiga acepta pero la noche del concierto los planes cambian cuando Celika decide seguir un impulso urgente de libertad. Somos pequeñas, explica Galindo: 
Parte de un híbrido de historias que me contaron varias mujeres de la etnia Comcáac de Punta Chueca, Sonora. Esos relatos se vincularon a mi deseo de escuchar las voces de las mujeres que con su canto logran expandir el espacio que las comprime para encontrar un momento de libertad. 
Somos pequeñas, participó en Shorts México Festival Internacional de Cortometrajes de México, en Festival Internacional de Cine en La Paz, Bolivia y en el Festival Internacional de Cine de Guanajuato.
El cortometraje forma parte de una iniciativa de creación de historias cinematográficas a partir de la interacción con una comunidad, especialmente a través de su música, fomentando la colaboración de otros artistas y públicos tanto en el desarrollo artístico como en las diversas problemáticas sociales del lugar. Actualmente se encuentra en proceso de desarrollo de su primera película, la cual trata sobre un grupo de niñas de la etnia comcáac que se prepara para un concurso de canto. Recientemente participó en el Laboratorio del Festival de Cine de Róterdam con una beca otorgada por el Festival Internacional de Cine de Guanajuato (GIFF).

## Filmografía
- Mirar atrás (2012). Cortometraje de ficción. Dirección y guion.
- Bajo el agua (2018). Cortometraje documental. Dirección y guion.
- Somos pequeñas (2021). Cortometraje de ficción. Dirección y guion.

## Premios
Bajo el agua
- Mejor Cortometraje en el Festival Internacional de Cine en el Desierto (2018).
- Mejor Corto/mediometraje en el Festival Zanate (2018).
- Mejor Documental en el Feminist Border Arts Film Festival (2019).
- Mejor Corto Documental en el Valle Film Festival (2019).

Somos pequeñas
- Mejor Dirección y Mejor Corto Mexicano de Ficción en el International Queer Film Festival Playa del Carmen (2021).[7]
- Mejor Cortometraje Nacional y Mejor Fotografía en el Festival Internacional de Cine de Ciudad Madero (2021).
- Mejor Dirección, Mejor Cortometraje de Ficción y Mejor Fotografía en el Festival Internacional de Cine del Bajío (2021).
- Mejor Dirección en el Andromeda Film Festival (2021).